# Petrocosmea nervosa
Petrocosmea nervosa är en tvåhjärtbladig växtart som beskrevs av William Grant Craib. Petrocosmea nervosa ingår i släktet Petrocosmea och familjen Gesneriaceae. Inga underarter finns listade i Catalogue of Life.